# Желанов, Матвей Данилович
Матвей Данилович Желанов (16 ноября 1903 — 4 июня 1973) — советский военачальник, генерал-лейтенант авиации.

## Биография
Родился 16 ноября 1903 года в городе Асхабад Закаспийской области Российской империи.
В РККА с 1919 года. Член КПСС с 1941 года.
С августа 1919 по февраль 1920 года — красноармеец Чернявского полка Туркестанского фронта. С февраля по декабрь 1920 года — командир отделения саперной роты 35 ПБ. С декабря 1920 по март 1921 года — красноармеец батальона ВЧК. С марта по сентябрь 1921 года — красноармеец 6-го стрелкового полка (г. Шуша). С сентября 1921 по март 1922 года — моторист моторного отряда в г. Баку. С марта по сентябрь 1922 года — красноармеец 14-го стрелкового полка в г. Баку. С сентября 1922 по 1923 год — моторист авиаотряда. С 1923 по август 1924 года — моторист 47-го авиаотряда.
С августа 1924 по май 1925 года — курсант Военно-технической школы в Ленинграде. С мая 1925 по ноябрь 1928 года — главный авиатехник ВШИЛ в Севастополе. С ноября 1928 по декабрь 1929 года — слушатель этой же школы. С декабря 1929 по ноябрь 1931 года — младший летчик 63-й авиационной эскадрильи (г. Севастополь). С ноября 1931 по июль 1933 года — помощник командира 77-го авиапарка по тыловой части. С июля по октябрь 1933 года — командир авиапарка 506-го авиационного полка.
С октября 1933 по март 1934 года — слушатель КУКС Военно-воздушной академии имени профессора Н. Е. Жуковского. С марта 1934 по май 1936 года — помощник командира 106-й авиационной бригады по материально-техническому обеспечению. С мая 1936 по март 1938 года — начальник отдела снабжения вооружением УВВС. С марта 1938 по декабрь 1940 года — начальник отдела тыла УВВС. С декабря 1940 по июнь 1941 года — начальник службы снабжения УВВС.
С июня 1941 по май 1947 года — заместитель командующего ВВС Черноморского флота.
В годы войны принимал участие в обороне Севастополя, Кавказа. Участвовал в освобождении Крыма. Войну закончил в Румынии.
С мая 1947 по ноябрь 1950 года — начальник управления снабжения ВВС ВМФ. С ноября 1950 по апрель 1953 года — заместитель командующего тыловой службы ВВС ВМФ, одновременно с ноября 1950 по февраль 1954 года — начальник тыловой службы ВВС ВМФ.
В отставке с февраля 1954 года.
Умер 4 июня 1973 года в Москве. Похоронен на Новодевичьем кладбище Москвы.